# Beganjing
Beganjing is een bestuurslaag in het regentschap Blora van de provincie Midden-Java, Indonesië. Beganjing telt 1952 inwoners (volkstelling 2010).